# Davina Bennett
Davina Bennett (Clarendon, 5 de março de 1996) é uma modelo jamaicana. Venceu o Miss Jamaica 2017 e representou a Jamaica no Miss Universo 2017.

## Biografia
Davina Bennett nasceu em Clarendon. Ela é professora de marketing na Universidade das Índias Ocidentais. Ela adquiriu seu Bacharelado em Marketing também na Universidade das Índias Ocidentais.
Davina Bennett foi coroada Miss Jamaica 2017 e então competiu no Miss Universo 2017, onde representou seu país. Davina Bennett chegou ao TOP 3, onde recebeu o título de segunda vice-campeã.